# Kristof Konrad
Kristof Konrad (Giżycko (Polen), 6 februari 1962), geboren als Krzysztof Wojslaw is een Pools/Amerikaans acteur.

## Biografie
Konrad heeft een studie gevolgd als elektronica ingenieur, hierna ging hij naar het The National Theatre Academy in Warschau. Hier heeft hij gewerkt en geleerd met nationale filmsterren Jerzy Grotowski en Andrzej Wajda. Hierna verhuisde hij naar Rome waar hij ging studeren aan de The Fersen Studio. In 1992 verhuisde hij naar Los Angeles en begon daar met acteren.
Konrad begon in 1994 met acteren in de film A Perry Mason Mystery: The Case of the Lethal Lifestyle. Hierna heeft hij nog meerdere rollen gespeeld in films en televisieseries zoals Independence Day (1996), The Dukes of Hazzard: Hazzard in Hollywood! (2000), Alias (2002), Hotel California (2008) en Angels & Demons (2009). Hij heeft hiernaast ook diverse videogames ingesproken.
Konrad woont en werkt nog steeds in Los Angeles.

## Filmografie

### Films
Uitgezonderd korte films.
- 2018 Red Sparrow - als Dmitri Ustinov
- 2018 Il ragazzo invisibile: Seconda generazione - als Igor Zavarov
- 2017 The Zookeeper's Wife - als Poolse radio-omroeper
- 2016 The Loner - als Kiril
- 2012 Chernobyl Diaries - als Grotzky
- 2011 Paracusia – als Yuri
- 2009 Veiled – als Theadore Trippe
- 2009 Angels & Demons – als Poolse journalist
- 2008 Hotel California – als Yuri
- 2000 The Dukes of Hazzard: Hazzard in Hollywood! – als Misha
- 1996 Independence Day – als Russische piloot
- 1994 A Perry Mason Mystery: The Case of the Lethal Lifestyle – als Poolse spreker

### Televisieseries
Uitgezonderd eenmalige gastrollen.
- 2021-2024 Chicago Med - als Pawel Wapniarski - 6 afl.
- 2018 Homecoming - als mr. Heidl - 2 afl.
- 2016 Zoo - als Leonid Ivankov - 2 afl.
- 2002 Alias – als Endo – 2 afl.

### Computerspellen
- 2016 Call of Duty: Modern Warfare Remastered - als stem
- 2013 Tomb Raider - als Vladimir / Solarii
- 2012 Medal of Honor: Warfighter - als Greko
- 2010 Call of Duty: Black Ops – als diverse stemmen
- 2010 Singularity – als diverse stemmen
- 2010 Metro 2033 – als diverse stemmen
- 2009 Call of Duty: Modern Warfare 2 – als diverse stemmen
- 2007 Call of Duty: Modern Warfare – als diverse stemmen
- 2005 SOCOM: U.S. Navy SEALs – Firesteam Bravo – als Poolse stemmen
- 2005 SOCOM 3: U.S. Navy SEALs – als Poolse stemmen